# Luis de Misón
Luis Misón o Missón fue un músico español nacido en Mataró (Barcelona) y bautizado el día 26 de agosto de 1727 que murió en Madrid el 13 de febrero de 1766. Era hijo único del oboísta francés Enrique Michon, natural de Metz, muerto en Madrid en 1742, y de Manuela Ferreira, miembro de la dinastía de músicos teatrales del mismo apellido activos en Madrid en el siglo XVIII. 
Era oboísta y flautista de la capilla real de Madrid y de otras instituciones. Fue un gran intérprete y compositor reconocido como tal por sus contemporáneos. 

## Vida
Destaca en su infancia como intérprete de flauta y de oboe que le valen el apelativo de "inimitable", "gustoso" y "delicado Orfeo de nuestro siglo", consiguiendo gracias a ello trabajos remunerados y prestigiosos. Es el caso de su acceso a la Real Capilla de Madrid en la que ingresó el 27 de junio de 1748, su participación profesional en la vida musical de importantes casas nobiliarias afincadas en la corte o su labor en el teatro. En el del Buen Retiro formó parte de la orquesta al menos entre 1747 y 1758 y también participó en aquellas que se desplazaban esporádicamente a Aranjuez bajo el reinado de Fernando VI. Gozó de amplio prestigio tanto a nivel musical como teatral, siendo prueba fehaciente de ello que el 22 de marzo de 1789, más de 20 años después de su muerte, el Teatro de los Caños del Peral acogiera un concierto de obras para dos flautas escritas por él, que fueron interpretadas en la ocasión por los "hermanos Julián".
Gran amigo de Tomás de Iriarte, José Cadalso y Félix María Samaniego, que inmortalizó al músico catalán en su fábula El tordo flautista: «Era un gusto el oír, era un encanto/ a un tordo, gran flautista; pero tanto/ que en la gaita gallega/ o la pasión me ciega/ o Misón le llevaba mil ventajas». 
La gran afición de la Casa Real por la tonadilla escénica durante la época en que ésta gozaba de más esplendor propició la copia para el archivo real de buena parte de las interpretadas en los coliseos madrileños del Príncipe y de la Cruz. Entre estos fondos se hallan numerosas piezas musicales de Misón que posteriormente pasaron a ser propiedad del Real Conservatorio Superior de Música de Madrid, lugar junto a la Biblioteca Municipal de Madrid y en menor medida en la Biblioteca Nacional donde se conservan prácticamente todas las composiciones que se conservan de Luis Misón. 
El duque de Alba y su hijo, el duque de Huéscar, convocaron en numerosas ocasiones a Misón, así como al compositor José Herrando, para que tomase parte en las academias musicales que se organizaban regularmente. Gracias a la labor investigadora de José Subirá se sabe que esos miembros de la nobleza llegan a poseer un archivo musical importante en el cual se encontrarían diversas composiciones que Mison dedicó a los miembros de la casa ducal. El trabajo del musicólogo barcelonés informa de que a dicha casa dedicó Luis Misón una colección de doce sonatas para flauta travesera que se han perdido cuya portada las intitulaba erróneamente, «seis sonatas a flauta travesera y viola obligadas, hechas para el Excelentísimo Señor Duque de Alba». Su extravío impide confirmar si el único papel que se conserva de ellas es de viola o de bajo. 
La tradición le atribuye la paternidad el género tonadillesco al ser suya la primera tonadilla escénica que se conoce como tal, fechada en 1757 y escrita para ser interpretada en una función del Corpus. Se trata de la obra Una mesonera y un arriero, publicada por José Subirá en reducción para voz y piano en el contexto de sus estudios sobre la tonadilla. Esta obra relata los amores entre una mesonera y un gitano vagabundo (papeles que se encomendaron a las famosas actrices de la época Teresa Garrido y Catalina Pacheco alias "la Catuja". En realidad Misón no es el primer cultivador de la tonadilla pero si el que lo dotó de personalidad y carácter en su intento por crear un nuevo género escénico. Tras el éxito obtenido con la obra, escribe Los pillos para dos voces de hombre. La novedad que Misón aporta al género son los ritmos y el acento melódico, lleno de gracia y sabor, que dota a su obra de singularidad técnica y expresiva, con un intenso gusto por lo popular. 
En 1757 se tradujo al español la obra Le cinese cuyo libreto había escrito Pietro Metastasio (1698-1782), el más famoso de los libretistas italianos del siglo XVIII y poeta cesáreo de la corte imperial austríaca. Luis Misón compuso la música para esta obra. Dos tonadillas fueron incluidas en la representación que se dio en la Navidad de 1761 en el Coliseo de la Cruz. El musicólogo José Subirá catalogó 100 tonadillas en la Biblioteca Municipal de Madrid, de las cuales transcribió dos. Escribía no sólo la música sino también la letra. Se sabe además que compuso música para tres zarzuelas, tres comedias, ocho entremeses y dieciséis sainetes. Escribió doce sonatas para flauta, viola y bajo, que dedicó al duque de Alba. Se encontraban en el Archivo de la casa de Alba, salvo la partitura de la viola. 
Parece que la fama de Misón no se limitó a España, pues se han localizado fuentes referentes a él en América. Una sonata suya ha sido encontrada en México y en el "Libro de Zifra" para guitarra (Anónimo, Lima c. 1780) conservado en la Biblioteca Nacional del Perú, se incluye una obra intitulada "Sonata de Misón" que probablemente sea una transcripción o adaptación para guitarra de alguna de sus sonatas.

## Obras
- Comedias: El poder de la amistad; La sirena de Tinacria; Mesope y Polifonte.

- Entremeses: Cantillana (1.ª parte); El alcalde chinela; El tribunal de la moda; La locura de Yala; La visita de Paca; Lo que es antaño es hogaño; Los celibatos; Los locos caseros.

- Sainetes: Contra gustos no hay disputas; El codicioso burlado; El cumpleaños de Mariana y el robo de Ayala; El festejo ridículo; El gracejo en la demanda, todo es una mojiganga; El gusto de la moda (2ª parte);El paso de Progne; La codicia rompe el saco; La ensaladilla; La junta de payos; La moda en el teatro; La pragmática (2ª parte);La ronda de la verdad; La tienda de café; Las máscaras; Los molineros.

- Tonadillas: A cantar va gustosa; El abandono; El amolador; El arriero y el miguelete; El chasco de la carta de Juan Aprieta; El chasco del cofre; El compositor; El corazón; El cortejo; El discurso fingido; El doctor; El equívoco; El examen de Espejo (1.ª y 2ª partes); El galelero y la peregrina; El gallego fingido y enamorado y una dama fingida; El guisante; El maestro de baile; El maestro de música y una señorita; El peluquero burlado; El relojero; El sacrificio de indios; El sacristán, el payo y su mujer; El sastre borracho; El sueño de los pastores; El tiempo de doña Urraca; El vejete disfrazado; La almohadilla; La amorosa; La cama; un paje y un ciego de los enigmas; La cárcel; La carta para el parte; La chasco del arriero y la mesonera; La chinesca; La cocinera; La criada y el pobre del hospicio; La maestra de niñas; La mesonera y el arriero, a dos, 1757; La pastorcita (2ª parte); La pastoral del sueño; La pastorcita; La queja a los mosqueteros; La queja; La visita de Bastos; la viuda (2ª parte); Las cabezas de peluca; Las campanas; Lo que pasa en la calle de la Comadre el día de la Minerva; Los cazadores; los ciegos y el petimetre; Los ciegos; Los jardineros; los letrados fingidos; Los maestros; Los negros 1761; Los pastores; Los pillos; Los poetas de viejo; Los mayordomos de Griñón; Mal haya la fortuna; No me llamo Entramoro; Oigan cómo llora; Silencio a todos pide; Un arriero, un hortera y un mercader; Un arriero, un muchacho y un hipócrita; Un barquero y una pastora; Un calesero y dos mozas; Un memorialista, un sargento y una dama; Una peregrina y un majo; Un palurdo, un ganso y una limera; Un pastor y una pastora; Un petimetre de oficina, una dama y un paje; Un petimetre, un majo y un tostonero; Un tambor francés; Un vizcaíno, un indiano, un gallego, un mercader, una tapada y un negro; Una graciosa de compañía y un compositor de viejo; Una maja, un albañil y una bollera; Una maja, un alcalde, dos abogados y un escribano; Una mujer y dos sacristanes; Una viuda, un caballero y una vieja; Ya llegó la fortuna; Yo me acuerdo algún día.

- Zarzuelas: Eco y Narciso; El triunfo de amor; Píramo y Tisbe.

- Música de cámara: Concierto para dos flautas traveseras; Seis sonatas a flauta trabesiera y viola obligadas, hechas para el Exmo. Sr. duque de Alba.